# 津末博澄
津末 博澄（つすえ ひろすみ、1948年（昭和23年）10月19日 - ）は、日本の実業家。宮崎県出身。三井生命保険元会長。
幼少時は父親の仕事で宮崎県内の山間部で転校を繰り返す生活を送り、諸塚村立諸塚中学校を卒業後、宮崎県立宮崎大宮高等学校に進学。京都大学経済学部を経て三井銀行に入行。銀行マン時代には一時期、通商産業省（当時）に出向した経験を持つ。
三井住友銀行専務執行役員だった2007年には、事務のミスによる利息の取り過ぎ問題に対処した。

## 略歴
- 1973年（昭和48年） 京都大学経済学部卒業
- 1973年（昭和48年）4月 三井銀行入行
- 2001年（平成13年）4月 三井住友銀行執行役員
- 2006年（平成18年）4月 三井住友フィナンシャルグループ専務執行役員
- 2006年（平成18年）4月 三井住友銀行取締役兼専務執行役員
- 2008年（平成20年）4月 同取締役兼副頭取執行役員
- 2009年（平成21年）5月 三井生命保険顧問[4]
- 2009年（平成21年）6月 三井生命保険取締役会長